# Полицейские и воры (фильм, 1951)
«Полицейские и воры» (итал. Guardie e ladri) — кинофильм 1951 года.

## Сюжет
Ловкий воришка Фердинандо Эспозито (Тото) ухитрился обмануть недалёкого американца, который находится в Риме в связи с претворением в жизнь Плана Маршалла. Из-за этого немолодой сержант Боттони рискует потерять работу и даже попасть в тюрьму. Поэтому ему непременно нужно поймать вора. Он просит своего сына Паоло подружиться с сыном Фердинандо и привести его к себе в гости, чтобы получше узнать распорядок жизни вора: время и место, когда и где его можно найти. Боттони на прощание дарит сыну Фердинандо свитер. На следующий день семья Эспозито приходит к Боттони в полном составе, кроме главы семьи, чтобы выразить благодарность. Завязываются любовные отношения шурина Фердинандо и дочери сержанта. Главы семейств не могут встретиться до самого последнего дня срока, установленного полицейским начальством для поимки вора. На этот день намечен званый обед в доме Эспозито, о чём Фердинандо даже не подозревает. В этот день сержант рассказывает вору о своём положении на службе, связанном с поимкой Эспозито. Фердинандо, понимает, что если он поможет сержанту сохранить должность и сядет на 3 месяца в тюрьму, семью сможет прокормить его шурин, а их семьи станут очень близки и дружны.

## В ролях
- Тото — вор Фердинандо Эспозито
- Альдо Фабрици — сержант Лоренцо Боттони
- Пина Пьовани — жена Эспозито, Доната
- Аве Нинки — Джованна, жена Боттони
- Россана Подеста — дочь Боттони, Лилиана
- Эрнесто Альмиранте — отец Эспозито, Карло
- Альдо Джуфре — Амилькаре, сообщник Эспозито
- Марио Кастеллани — водитель такси

## Съёмочная группа
- Режиссёры: Стено, Марио Моничелли
- Оператор: Марио Бава
- Композитор: Алессандро Чиконьини

## Награды
- Каннский кинофестиваль «Лучший сценарий» — Пьеро Теллини

Как парафраз этого фильма с действием в России 1990-х годов, в 1997 году был снят российский фильм «Полицейские и воры» с Геннадием Хазановым и Вячеславом Невинным в главных ролях.